# Tania Leon
Tania Leon (4. května 1945 Wellington – 15. srpna 1996 Nigtevecht) byla jihoafrická aktivistka za ženská práva. Byla členkou hnutí proti apartheidu.

## Životopis
Ruth Naomi Leon (známá jako Tania) se narodila 4. května 1945 ve Wellingtonu v Republice Jižní Afrika. Byla nejmladší z devítičlenné rodiny. Leon studovala učitelství a v letech 1960–1961 získala „nižší základní učitelský certifikát“ na Athlone Institute v Paarlu. Od ledna 1969 do června 1972 pracovala jako asistentka vyučování na Mountain River High School ve Wellingtonu. Poté se Leon rozhodla Republiku Jižní Afrika opustit z důvodu narůstání represí v rámci apartheidu. V roce 1973 emigrovala do Nizozemska, kde se v roce 1984 stala nizozemskou občankou. Leon v letech 1973–1976 absolvovala zdravotní kurz a od srpna 1982 do začátku roku 1985 pracovala jako vedoucí sestra pro Amsterdam Cross Societies. Následně od srpna 1986 do roku 1989 pracovala pro Nadaci pro ženy a informatiku v Amsterdamu a od srpna 1987 byla lektorkou na Ženské škole informatiky. Leon zemřela 15. srpna 1996 ve věku 51 let v Nigtevechtu.